# Lennart Carlsson-Askerlund
Ernst Lennart Carlsson-Askerlund (* 9. Juli 1918 in Eskilstuna; † 2. Juli 1957 in Norrköping) war ein schwedischer Fußballnationalspieler.

## Werdegang
Lennart Carlsson begann mit dem Fußballspielen in seiner Heimat. Seine erste Station war IFK Eskilstuna, wo er sich in der Spielzeit 1935/36 beim Verein in der ersten Elf etablieren konnte. Jedoch verlief ausgerechnet diese Spielzeit für den zentralschwedischen Verein erfolglos und am Ende der Spielzeit musste der Klub in die Division 2 absteigen. Dennoch blieb Carlsson dem Klub treu.
Als Zweitligaspieler wurde er in die schwedische Nationalmannschaft berufen. Am 21. November 1937 lief er dann zu seinem ersten, aber auch einzigen Länderspiel auf, als die schwedische Auswahl in der Qualifikation zur Weltmeisterschaft 1938 auf die Auswahl des Dritten Reiches traf. Beide Mannschaften waren bereits für die Endrunde qualifiziert, so dass das abschließende Gruppenspiel ohne größere Bedeutung war und der 5:0-Erfolg der deutschen Mannschaft im Altonaer Stadion durch Tore von Fritz Szepan (8. Minute), Otto Siffling (2., 57.) und Helmut Schön (48., 63.) nur noch zur Ermittlung des Gruppensiegers diente.
1940 kehrte Carlsson in die erste Liga zurück, als er sich Malmö FF anschloss. In zwei Spielzeiten kam er zu 35 Erstligaeinsätzen und konnte dabei sechs Tore erzielen. 1942 wechselte er dann zum Ligarivalen AIK Solna. Auch hier verblieb er zwei Jahre und feierte in 43 Spielen 14 Erstligatore. 1945 kehrte er dann zu seinem Heimatverein nach Eskilstuna zurück, der zwar 1942 in die erste Liga zurückgekehrt war, mittlerweile aber wieder zweitklassig spielte. Hier spielte er bis zu seinem frühen Tod 1957.